# Lèmur nan de la Montagne d'Ambre
El lèmur nan de la Montagne d'Ambre (Cheirogaleus andysabini) és una espècie de lèmur nan endèmic de la zona del Parc Nacional de la Montagne d'Ambre, al nord de Madagascar. Encara que fou identificat el 2005, no fou descrit formalment fins al 2015. Com que aquesta espècie fou descrita fa poc, el seu estat de conservació encara no ha estat avaluat, però està afectat per la desforestació i, possiblement, la caça.